# Алі Латіфі
Алі Латіфі (перс. علی لطیفی, нар. 20 лютого 1976, Ардебіль, Іран) — іранський футболіст, що грав на позиції нападника. По завершенні ігрової кар'єри — тренер. З 2017 року очолює тренерський штаб команди «ПАС Гамадан».
Виступав за національну збірну Ірану.

## Клубна кар'єра
У дорослому футболі дебютував 1996 року виступами за команду клубу «Баман», в якій провів два сезони.
Своєю грою за цю команду привернув увагу представників тренерського штабу клубу «ПАС Тегеран», до складу якого приєднався 1998 року. Відіграв за команду з Тегерана наступний сезон своєї ігрової кар'єри.
1999 року уклав контракт з клубом «Естеглал Ахваз», у складі якого провів наступні два роки своєї кар'єри гравця.
З 2001 року один сезон захищав кольори команди клубу «Адміра-Ваккер».
З 2002 року один сезон захищав кольори команди клубу «Пайкан». Більшість часу, проведеного у складі У складі, був основним гравцем атакувальної ланки команди.
З 2003 року два сезони захищав кольори команди клубу «Абумослем».
З 2005 року знову, цього разу один сезон захищав кольори команди клубу «Пайкан». Завершив професійну кар'єру футболіста 2006 року виступами за цей клуб.

## Виступи за збірну
1998 року дебютував в офіційних матчах у складі національної збірної Ірану. Протягом кар'єри у національній команді, яка тривала один рік, провів у формі головної команди країни два матчі.
У складі збірної був учасником чемпіонату світу 1998 року у Франції.

## Кар'єра тренера
Розпочав тренерську кар'єру, повернувшись до футболу після невеликої перерви, 2014 року, увійшовши до тренерського штабу клубу «Рах Ахан», де пропрацював з 2014 по 2015 рік.
З 2017 року очолює тренерський штаб команди «ПАС Гамадан».